# Christian Karl zu Rantzau
Christian Karl Heinrich Ludwig Graf zu Rantzau (* 23. September 1830 in Hohenhain, heute Schwedeneck; † 4. Juli 1878 in Oppendorf, heute Schönkirchen) war ein deutscher Gutsherr und Mitglied des Preußischen Herrenhauses.

## Leben
Christian zu Rantzau stammte aus dem Haus Oppendorf des schleswig-holsteinischen Uradelsgeschlechts (Equites Originarii) Rantzau. Er war ein Sohn von Christian Wilhelm Heinrich zu Rantzau (1796–1848) auf Dänisch-Nienhof und seiner Frau Ottilie Agathe Louise Sophie, geb. von Reventlow (1800–1883), einer Schwester von Christian Andreas Julius, Heinrich, Ernst Christian und Friedrich von Reventlou. Heinrich und Kuno zu Rantzau waren seine jüngeren Brüder.
Mit dem Tod seines Vaters wurde er Fideikommissherr über den 1781 gestifteten Familienfideikommiss Oppendorf mit Schönhorst (zusammen 958 Hektar).
Nach der Eingliederung Schleswig-Holsteins in das Königreich Preußen und der Bildung der Provinz Schleswig-Holstein ernannte ihn der preußische König Wilhelm I. am 16. November 1867 zusammen mit Eugen von Reventlow zum Mitglied des preußischen Herrenhauses auf Lebenszeit.
Er war seit dem 13. März 1864 verheiratet mit Marie (1841–1914), Tochter des Geheimen Staatsrats Friedrich von Lilienfeld-Toal (1796–1870) auf Hallick in Livland. Von den Kindern des Paares übernahm der älteste Sohn Heinrich (1871–1947) Oppendorf.

## Auszeichnungen
- 1876 Rechtsritter des Johanniterordens[3]